# マグニ
マグニ（古ノルド語: Magni）は、北欧神話に登場する雷神トールの息子の名前である。

## 解説
トールの妻はシヴであるが、彼の母親は巨人の女性ヤールンサクサといわれている。彼が生まれる経緯は不明。
彼が活躍するのは、『スノッリのエッダ』第二部『詩語法』で紹介されている、トールとフルングニルの決闘の話である。巨大なフルングニルを斃したものの、倒れてきた体の下敷きになって抜け出られなくなったトールのもとへ、生後3日目のマグニが駆け寄り、父の体を押さえつける重い脚を簡単にどかして救出した。その際に言ったのは「こんな巨人は僕が拳骨でやっつけたのに」という趣旨のことだったという。トールはフルングニルの自慢の馬グルファクシを褒美としてマグニに与えたといわれている。
また、『古エッダ』の『ヴァフスルーズニルの言葉』および『スノッリのエッダ』第一部『ギュルヴィたぶらかし』では、世界がスルトの放った炎に包まれて海中に沈み、再び浮かんで来たときに、他の生き残った神々らとともに隠れていた場所から出てきて、父の遺品となったミョルニルを発見する。
トールはしばしば「マグニの父」（『古エッダ』の『ハールバルズルの唄』第9節など）と名乗ったり呼ばれたりする。

## 兄弟
兄弟にモージ（古ノルド語: Móði）がおり、彼もラグナロクを生き延びる。このモージが前述のヤールンサクサの子かは不明である。
トールはしばしば「モージの父」（同『ヒュミルの歌』第34節など）と名乗ったり呼ばれたりする。
姉妹にスルーズがいる。